# Аусджа
Аусджа (араб. عوسجة) — місто в Тунісі. Входить до складу вілаєту Бізерта. Станом на 2004 рік тут проживало 3 980 осіб.